# جامعه ۲۰۰۰ واتی
جامعهٔ ۲۰۰۰ واتی یک چشم‌انداز زیست‌محیطی می‌باشد که برای اولین بار در سال ۱۹۹۸ توسط مؤسسه تکنولوژی فدرال سوئیس در زوریخ معرفی شد، که نمایانگر شهروندان متوسط جهان اولی بود که در سال ۲۰۵۰ بدون صرف نظر از استاندارد زندگی خود میانگین مصرف عمدهٔ انرژی تجدید پذیر خود را به حداکثر ۲۰۰۰ وات کاهش دادند.
این روش نه تنها مختص استفادهٔ انرژی شخصی یا انرژی خانگی نیست بلکه برای کل جامعه و جمعیت است.
دو هزار وات به طورتقریبی نرخ میانگین فعلی جهان از مصرف کل انرژی می‌باشد. این میزان در قیاس با میانگین حدود ۶٬۰۰۰ وات در غرب اروپا، ۱۲٬۰۰۰ وات در ایالات متحده، وات در چین، ۱٬۰۰۰ وات در هند، ۵۰۰ وات در آفریقای جنوبی و تنها ۳۰۰ وات در بنگلادش است. کشور سوئیس، در حال حاضر با استفاده از به‌طور متوسط حدود ۵٬۰۰۰ وات، آخرین جامعه ۲۰۰۰ وات در سال ۱۹۶۰ بود.
این مسئله انتظار می‌رودکه استفاده از سوخت‌های کربنی در نهایت به بیش از ۵۰۰ وات به ازای هر نفر در ۵۰ تا ۱۰۰ سال آینده نمی‌رسد
این دیدگاه در پاسخ به نگرانی در مورد تغییر آب و هوا، امنیت انرژی، و در دسترس بودن منابع انرژی آینده توسعه داده شد. این توسط دفتر انرژی فدرال سوئیس- انجمن معماران سوئیس و مهندسان پشتیبانی می‌شود.

## استفاده از انرژی فعلی
اطلاعات بیشتر: فهرست کشورها بر پایه مصرف سرانه انرژی
تفکیک مصرف متوسط انرژی ۵٫۱ کیلو واتی توسط یک فرد سوئیسی در ژوئیه ۲۰۰۸
- ۱۵۰۰ وات برای زندگی و فضای اداری (این شامل گرما و آب گرم می‌شود)
- ۱۱۰۰ وات برای مواد غذایی و مصرف غیرضروری (از جمله حمل و نقل اینها به پایانه فروش)
- ۶۰۰وات برای برق
- ۵۰۰ وات برای سفر با خودرو
- ۲۵۰ وات برای سفرهای هوایی
- ۱۵۰ وات برای ترابری عمومی
- ۹۰۰ وات برای زیرساخت‌های عمومی

| کشور          | استفاده رایج (کیلووات) | هدف ثابت (کیلووات) |
| ------------- | ---------------------- | ------------------ |
| آمریکا        | 12                     | ?                  |
| هند           | 1                      | نه                 |
| چین           | 1.5                    | نه                 |
| سوییس         | 5                      | نه                 |
| اروپا         | 6                      | نه                 |
| سوییس (زوریخ) | 5                      | ۲ تا 2050          |
| سوییس (باسل)  | 5                      | ۲ تا؟              |

#### پیامدها
- محققان در سوئیس معتقدند در سال ۲۰۵۰ این چشم‌انداز با وجود پیش‌بینی ۶۵ درصد افزایش در رشد اقتصادی، با استفاده از فناوری‌های جدید کم کربن و تکنیک‌ها قابل دستیابی است.[۶]
- انتظار می‌رودکه دستیابی به هدف یک جامعه ۲۰۰۰ وات مورد نیازخواهد بود، در میان دیگر اقدامات، یک سرمایه‌گذاری مجدد کامل در دارایی‌های سرمایهٔ کشور؛ نوسازی ساختمان این کشورجهت دسترسی به استانداردهای ساختمان با انرژی به صرفه؛ پیشرفت‌های قابل توجهی در بهره‌وری از حمل و نقل جاده‌ها، حمل و نقل هوایی و استفاده از مواد انرژی فشرده؛ معرفی احتمالی قطارها با سرعت بالا؛ استفاده از منابع انرژی تجدید پذیر، گرمایش منطقه، فناوری‌های مرتبط؛ و یک تحقیق دوباره راجع به حوزه‌های جدید است.
- به عنوان یک نتیجه از تحقیق خوب و توسعه تلاش مورد نیاز، امید است که سوئیس تبدیل به یک پیشرو در تکنولوژی خواهد شد. در واقع، این ایده تا به مقدار زیادی از حمایت دولت، با توجه به نگرانی‌ها در مورد تغییر آب و هوا برخوردار است.
- منطقه خلبان باسل در سال ۲۰۰۱ راه‌اندازی شد و در منطقه شهری بازل احداث گردید، اهداف منطقه باسل جهت توسعه و تجاری کردن برخی از فناوری‌ها است. پایلت یا خلبان یک شریک بین صنعت، دانشگاه، موسسات تحقیقاتی –مقامات – مرتبط با نوالتیس است. این شهر از زوریخ به پروژه در سال ۲۰۰۵ پیوست و ایالت ژنو در سال ۲۰۰۸ علاقه خود را اعلام کرد.
- در منطقه پایلت- پروژه‌های در حال پیشرفت شامل ساختمان ساخته شده طبق استانداردهای مینرجی و پسیوهاس و تولید برق از منابع انرژی تجدید پذیرو وسایل نقلیه‌ای که از گاز طبیعی، هیدروژن و بیوگاز استفاده کند- می‌باشد. هدف این است که تحقیقات به مرحلهٔ اجرا در بیایند - به دنبال بهبودی مستمر باشند، برقراری پیشرفت در تمامی اجزاء را به دنبال داشته باشد.